# فرش های اردبیل
فرش های اردبیل (The Ardabil Carpets) عنوان کتابی است از رکسفورد استید که برای معرفی دو فرش معروف متعلق به دوره صفوی (شاه طهماسب) در ۵۰ صفحه در سال ۱۹۷۴ به چاپ رسیده است، این فرش ها هم اکنون در موزه ویکتوریا و آلبرت لندن و موزه هنر لس آنجلس نگهداری می شود.  هنر خاورنزدیک در سده‌های شانزدهم و هفدهم میلادی، به واسطه فرش های ایرانی، به اوج شکوه و عظمت خود می‌رسد. فرش های اردبیل، به عنوان نفیس‌ترین نمونه‌های این هنر فاخر، به نظر می‌رسد برای آرامگاه شیخ صفی‌الدین در اردبیل، در دوران حاکمیت سلسله صفویه (قرن شانزدهم) در ایران بافته شده باشند. در این کتاب، رکسفورد استید به کاوش در ظرافت‌ها و پیچیدگی‌های فرش های اردبیل می‌پردازد. این قالی‌ها که یکی از آن‌ها پیش‌تر در موزه گتی نگهداری می‌شد و اکنون در موزه هنر لس‌آنجلس به نمایش گذاشته شده و دیگری در موزه ویکتوریا و آلبرت لندن جای گرفته، گنجینه‌ای بی‌نظیر از هنر و تاریخ را به رخ می‌کشند. استید در این اثر، با شرح جزئیات نقوش، رنگ‌ها و بافت این قالی‌های نفیس، دریچه‌ای نو به سوی درک عمیق‌تر هنر قالی‌بافی ایرانی در دوران طلایی آن می‌گشاید. علاوه بر این، کتاب  شامل کتابنامه‌ای جامع و تاریخچه‌ای از نمایشگاه‌های برگزار شده نیز می‌باشد که آن را به منبعی ارزشمند برای پژوهشگران و علاقه‌مندان به هنر فرش تبدیل می‌کند. 

## درباره نویسنده
رکسفورد استید (زاده 24 ژانویه 1923 در پرنامبوکو، برزیل، مرگ 16 می 1983) مادرش دوروتی مارگارت نورل و پدرش فرانک آرتور استید بود و در شماره 362 هالی لین زندگی می کردند و در سال 1940 از دبیرستان رای فارغ التخصیل شد. در طی جنگ جهانی دوم در ارتش ایالات متحده خدمت می کرد. همچنین رئیس بخش زبان چینی صدای امریکا و متخصص چین در وزارت خارجه بود. او در رشته مطالعات آسیایی در دانشگاه های کلمبیا و براون تحصیل کرده است.

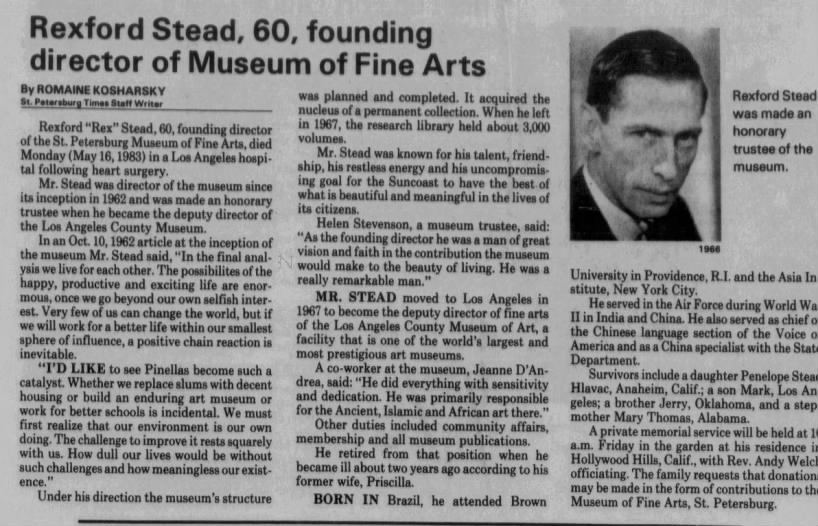
روزنامه تامپا بی تایمز، سه شنبه 17 می 1983، صفحه 25

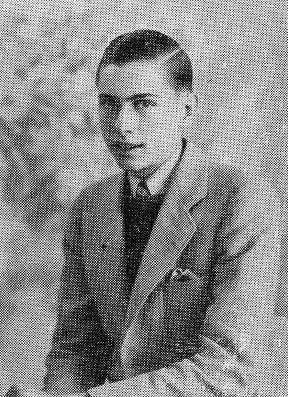
رکسفورد استید در جنگ جهانی دوم

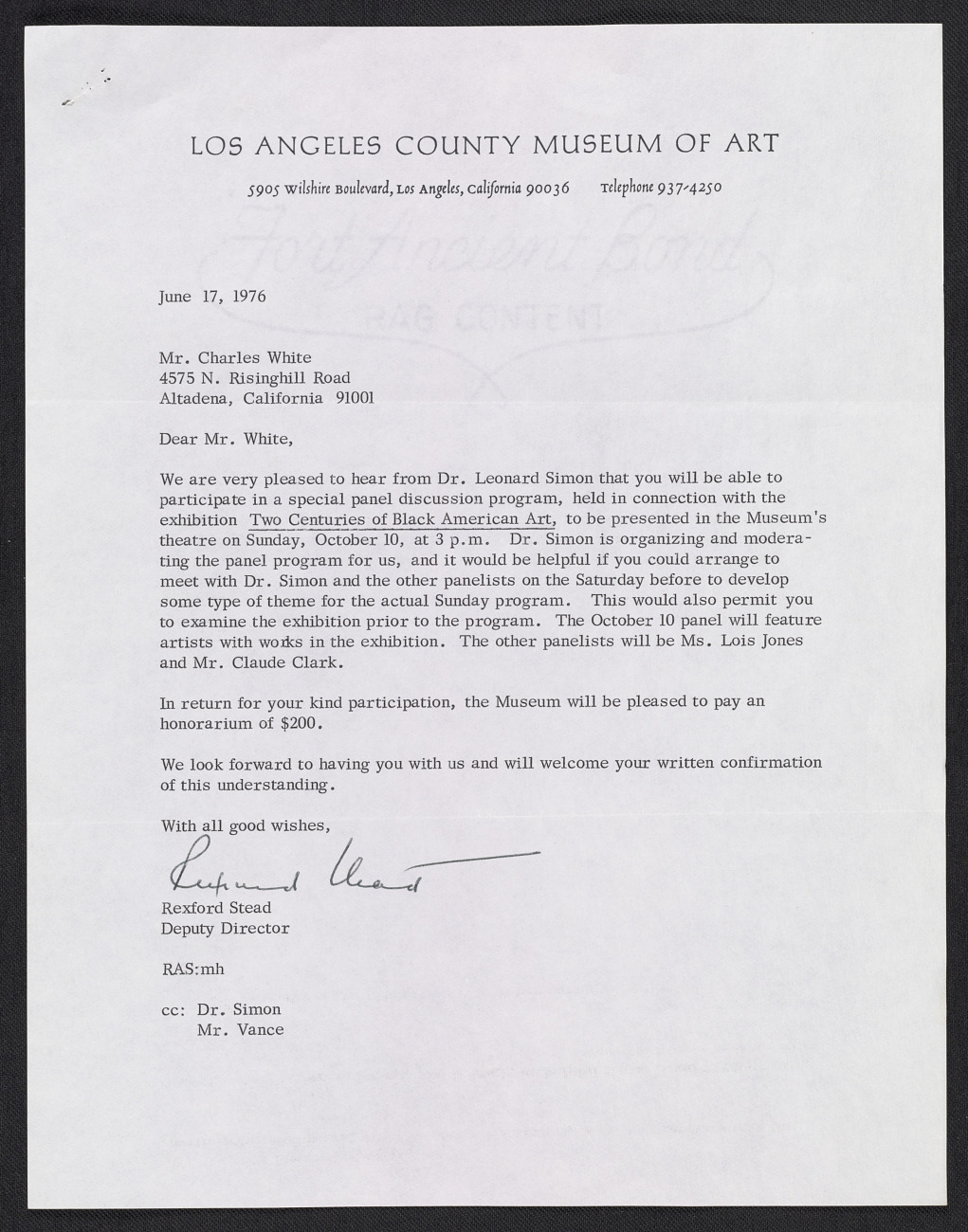
نامه رکسفورد استد، لس آنجلس، کالیفرنیا به چارلز وایت، آلتادنا، کالیفرنیا، 17 ژوئن 1976

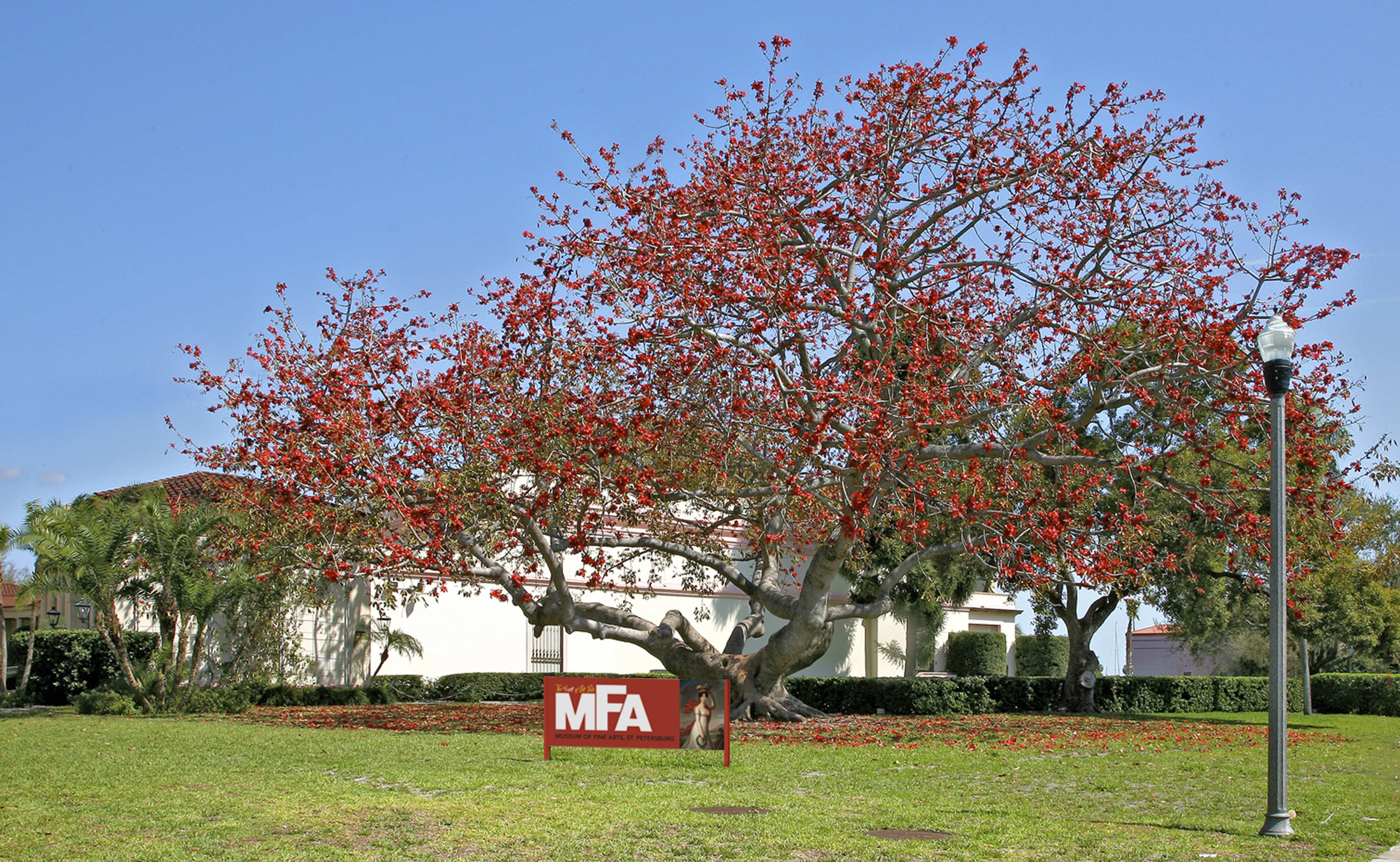
درختی که در زمان مدیریت رکسفورد استید در قسمت جنوبی موزه هنرهای عالی سن پترزبورگ کاشته شد.

وی اولین مدیر موزه هنرهای عالی سنت پترزبورگ بود و به همراه خانم مارگارت آچسون استورات، به توسعه موزه کمک شایان توجهی کرد.  